# Ульфат, Гуль Пача
Гуль Пача Ульфат (пушту ګل پاچا الفت‎; 1909, с. Азиз-Хан-Каца, уезд Каргай, провинция Лагман, Афганистан — 19 декабря 1977, там же) — выдающийся афганский пуштунский поэт и прозаик, редактор, государственный и общественный деятель. Писал на пушту.

## Биография
Обучался в духовных учебных заведениях в Кабуле и Джелалабаде.
Получил хорошее знание арабского языка и религии, тафсира, хадиса, насх и мансуха, основ исламской философии.
С 1935 года работал в национальной газете Anis.
С конца 1940-х годов трижды избирался депутатом Национальной Ассамблеи.
В 1947 году вместе с рядом патриотов был в числе основателей афганского политического молодёжного движения ويښ زلميان (Пробужденная молодежь).
В 1951 основал афганский еженедельник Wolus National Weekly  и был его главным редактором до конца 1953 года.
В 1956—1963 был президентом Афганской академии (Пушту толина), возглавлял Общество афгано-советской дружбы (1958—1963). Редактировал ведущие газеты и журналы Афганистана.
В качестве профессора читал лекции по пуштунскому языку и литературе в Кабульском университете на факультетах литературы, права и политических наук.
В 1963 году был назначен министром при президенте Афганистана по делам народностей и племён. В 1964 году ушёл со своего министерского поста и вновь занял место депутата Национального Собрания в Джелалабаде. В конце своего срока, ушёл в отставку.
Последние годы жизни провёл в родном селении. Умер из-за сердечной недостаточности.

## Творчество
Автор многих сборников стихов и прозаических сочинений, а также нескольких книг по религиозным, этическим, политическим и социальным вопросам, многочисленных публицистических статей.
В творчестве Г. Ульфата переплетаются традиционные и современные сюжеты, мотивы, образы. Излюбленный прием писателя — философская аллегория. Его произведения глубоко гуманистичны, проникнуты любовью к простым людям.

## Избранные произведения

### Сборники
- «Горящий светильник» («Бала дева», 1941),
- «Что писать, или Наука о письме» («Цы ликыл йа лик поха», 1949),
- «Избранные стихи» («Гвара аш’ар», 1955),
- «Избранная проза» («Гвара пасруна», 1956),
- «Голос сердца» («Ды зры вайна», 1962) и др.